# Kaarle Krohn
Kaarle Leopold Krohn, född 10 maj 1863 i Helsingfors, död 19 juli 1933 i Sammatti, var en finländsk folklivsforskare och professor i finsk och komparativ folkloristik vid Helsingfors universitet 1898-1928. Han var son till Julius Krohn och bror till Aino Kallas och Ilmari Krohn.

## Biografi
Krohn blev filosofie doktor 1888 och samma år docent i finsk och jämförande folkdiktsforskning vid Helsingfors universitet. 1898 blev han extraordinare och var därefter 1908-28 ordinarie professor. Från 1884 var han ledare för Finska litteratursällskapets folkminnesinsamling.
Mellan åren 1881 och 1885 gjorde han insamlingsresor i Finland och till Viena, Aunus och Värmland. Först var hans forskning inriktad på sagor, varunder han tillämpade sin far Julius Krohns historisk-geografiska metod. Hans doktorsavhandling Bär (Wolf) und Fuchs, eine nordische Tiermärchenkette (1887), samma år översatt till finska med titeln Tutkimuksia suomalaisen kansansatujen alalta I gav honom internationell berömmelse. Han utgav sin fars oavslutade forskningsrön Suomen suvun pakanallinen jumalanpalvelus (1894) och Kantelettaren tuktimuksia (2 bd, 1900-01). Mestadelen av Kaarle Krohns produktion handlar om finsk forndiktning; hans huvudverk är Kalevalan runojen historia (1903-10), Suomalaiset syntyloitsut (1917), Kalevalankysymyksiä, I-III (1918) och Kalevalastudien, I-IV (1924-28).
Enligt ett av hans senare synsätt har en del av folkdiktningen i Kalevala (kertomarunot) uppstått under vikingatiden, och det rör sig om historiska personer och händelser, vilka skildras i hjältediktningen. Hans viktigaste verk om fornreligion är Suomalaisten runojen uskonto (1915), Skandinavisk mytologi (1922) och Zur finnischen Mythologie (1932). Tillsammans med sin svåger E.N. Setälä grundade han 1901 tidskriften Finnisch-ugrische Forschungen och Folklore Fellows (1907), ett internationellt förbund för folkdiktning och var verksam som föreståndare för Finska litteratursällskapet 1917-33.
Han är begravd på Sandudds begravningsplats i Helsingfors.